# Eleazario da Sabrano
Eleazario da Sabrano (ur. ok. 1330 w Ariano Irpino, zm. 25 sierpnia 1379 w Rzymie) – włoski kardynał.

## Życiorys
Urodził się w Ariano, jako jedno z pięciorga dzieci hrabiego Guillaume’a de Sabrana i Françoise de Celano. Był klerykiem w rodzinnym mieście i studiował prawo, z którego uzyskał doktorat. 5 września 1373 roku został mianowany biskupem Chieti. Pięć lat później był ścigany przez Joannę I, za obediencję wobec prawowitego papieża, Urbana VI. 18 września 1378 roku został kreowany kardynałem prezbiterem i otrzymał kościół tytularny S. Balbinae. W tym samym roku zaczął pełnić funkcję penitencjariusza większego. Zmarł 25 sierpnia 1379.